# Alianța Liberalilor și Democraților pentru Europa (Republica Moldova)
Alianța Liberalilor și Democraților pentru Europa (ALDE) este un partid politic de centru-dreapta din Republica Moldova. 

## Istoricul partidului
La 23 iunie 2011 deputat neafiliat Mihai Godea a lansat mișcarea Platforma Alternativa Democratică (PAD). Potrivit lui Mihai Godea, până la 21 iulie 2011 la PAD au aderat peste 2500 de persoane, între care foști organizații locale ale PLDM și fostul AMN
La 21 iulie 2011 Platforma Alternativă Democratică a lui Mihai Godea a transformat în partid politic. Noua formațiune va avea denumirea Partidul Acțiunea Democratică, păstrându-și abreviația inițială.
La 6 noiembrie 2011 a avut loc Congresul Național de Constituire al Partidului Acțiunea Democratică. În cadrul evenimentului au fost desemnate organele de conducere ale partidului: Președintele Partidului Acțiunea Democratică a fost desemnat deputat neafiliat Mihai Godea, iar cei 3 vicepreședinți au fost aleși Viorel Chivriga, Cornel Gurin și Natalia Ciobanu. De asemenea au fost votate toate structurile de conducere a formațiunii, iar Secretarul General al PAD a fost desemnat Eugen Buzgan..
La 10 decembrie 2011, la Chișinău a desfășorat Conferința Națională de constituire a Organizației de Tineret a Partidului Acțiunea Democratică (OT PAD).
La 16 ianuarie 2012 Partidul Acțiunea Democratică a fost oficial înregistrat de Ministerul de justiție.